# Musée Huber-Hus
 (juin 2018).
Si vous disposez d'ouvrages ou d'articles de référence ou si vous connaissez des sites web de qualité traitant du thème abordé ici, merci de compléter l'article en donnant les références utiles à sa vérifiabilité et en les liant à la section « Notes et références ».
Le Musée Huber-Hus de Lech, en Autriche, a été construit à la fin du XVIe siècle. 
Depuis 2005, la maison est devenue un musée et donne à voir à ses visiteurs l’habitat et l’atelier paysan dans ses salles d’expositions permanentes. Des expositions temporaires ont lieu tous les ans. La maison Huber-Hus héberge les archives historiques de la commune de Lech, ainsi qu’une bibliothèque.

## De la maison d’habitation au musée
La maison aurait été construite par la famille Fritz vers 1590. Au début du XIXe siècle, la maison fut léguée à Anna Katharina Fritz qui épousa Josef Huber. Depuis, la maison est la propriété de la famille Huber et en porte le nom. Les derniers occupants de la maison étaient les frères Emil, Otto et Hugo Huber. Sans descendants, ils vendirent la maison à la ville de Lech dans les années 1980, afin de préserver l’habitat paysan pour la postérité. Depuis cette époque, le bâtiment est classé monument historique. Le dernier des trois frères décéda en 1996. Des travaux de restauration furent entrepris par la ville et la région en 2004. Le musée Huber-Hus a ouvert ses portes en 2005.

### Les pièces de la famille Huber
Le cœur historique de la maison est la cuisine du XVIe siècle. Le sol en pierre a été mis au jour lors des travaux de restauration. La salle de séjour est attenante.
La table en est l'objet le plus ancien : elle porte les initiales de Benedikt Fritz et a été fabriquée en 1792. Le musée présente aussi la chambre des parents et l’atelier de tonnellerie. Depuis la fin du XVIIe siècle, des membres de la famille y fabriquaient des tonneaux de différentes tailles pour la conservation de produits laitiers.